# Naissance en 1140
Naissance
- 1136
- 1137
- 1138
- 1139
- 1140
- 1141
- 1142
- 1143
- 1144

Cette page dresse une liste de personnalités nées au cours de l'année 1140 :
- 28 mai : Xin Qiji, écrivain chinois.
- 29 juin : Archambaud de Bourbon, noble français.

- Alan fitz Walter, grand sénéchal d'Écosse.
- Renaud III de Carteret, chevalier, membre de la noblesse normande, seigneur de Carteret et de Saint-Ouen.
- David Rostislavitch, prince de Smolensk.
- Fujiwara no Tashi, impératrice consort du Japon.
- Hugues d'Avalon, évêque de Lincoln.
- Minamoto no Yoshihira, guerrier du clan Minamoto qui participe à la rébellion de Heiji.
- Simon II de Lorraine, duc de Lorraine.

date incertaine (vers 1140)
- Bertran de Born, chansonnier.
- Gautier Map, homme d'Église et écrivain anglais.
- Gilles de Corbeil, médecin, anatomiste, urologue, pédagogue et poète français.
- Godefroid III de Louvain, comte de Louvain, landgrave de Brabant, marquis d'Anvers et duc de Basse-Lotharingie.
- Henri III de Limbourg, duc de Limbourg et comte d'Arlon.
- Vaudès, marchand de Lyon et prédicateur de l'évangile.

## Crédit d'auteurs
- Cet article est partiellement ou en totalité issu de l'article intitulé « 1140 » (voir la liste des auteurs).